# Karmelitinnenkloster Alençon
Das Karmelitinnenkloster Alençon ist seit 1888 ein Kloster der Karmelitinnen ursprünglich in Alençon, seit 2019 in Cuissai, Département Orne, im Bistum Sées in Frankreich.

## Geschichte
Das seit 1778 in Alençon bestehende Karmelitinnenkloster, das auf Wunsch von Louise von Frankreich entstanden war, wurde 1792 durch die Französische Revolution aufgelöst. Bischof François-Marie Trégaro bewog 1888 das Karmelitinnenkloster Le Mans, sechs Schwestern zu einer Neugründung nach Alençon zu entsenden. So entstand im Quartier Saint-Léonard der Karmel Sacré-Cœur de Jésus et de l’Immaculée Conception. Der Konvent, der in der städtischen Umgebung (2 Place Marguerite-de-Lorraine) nicht mehr die nötige Ruhe fand, wechselte 2019 in 8 km Entfernung nach Cuissai in das Herrenhaus La Ratrie. Kloster und Kapelle sind im Bau.
Seit 2013 feiert das Kloster die Messliturgie entsprechend dem Sendschreiben Summorum Pontificum in der außerordentlichen Form des römischen Ritus. Der Konvent zählte 2020 17 Nonnen.